# Stefan Dołęga-Zakrzewski
Stefan Dołęga-Zakrzewski (ur. 2 grudnia 1908 w Mławie, zm. 7 stycznia 1989 w Warszawie) – magister ekonomii, powstaniec warszawski.
Syn Stefana, dyrektora syndykatu w Mławie, i Jadwigi z Dąbrowskich.
W okresie międzywojennym ukończył studia magisterskie w zakresie ekonomii. Należał do Związku Harcerstwa Polskiego – był harcmistrzem.
Wziął udział w wojnie obronnej 1939 roku. W konspiracji od 1 listopada 1939 roku jako członek Organizacji Wojskowo-Niepodległościowej „Wigry” (ps. „Zew”). Równolegle uczestniczył w organizowaniu tajnego nauczania akademickiego. Był starszym strzelcem z cenzusem.
Przed powstaniem warszawskim 1944 roku przydzielony do kompanii „Witold”. Nie dotarł jednak na koncentrację swojego oddziału. W walkach poza batalionem „Wigry”. Przyłączył się do Zgrupowania mjr. „Bartkiewicza” – Włodzimierza Zawadzkiego. Pracował w służbach kwatermistrzowskich dowództwa I Obwodu AK. We wrześniu 1944 roku wziął udział w maskowaniu szlaku komunikacyjno-transportowego Śródmieście–Czerniaków. Złapany przez Niemców, uciekł do Pruszkowa i dostał się do obozu pracy.
Po zakończeniu wojny pracował w Ministerstwie Przemysłu Spożywczego.
Był przewodniczącym Środowiska byłych żołnierzy harcerskiego batalionu AK „Wigry”. Odznaczony m.in. Krzyżem Walecznych i Warszawskim Krzyżem Powstańczym.